# Estela de Sousa e Silva
Estela de Sousa e Silva (Lisboa, 22 de agosto de 1921-6 de septiembre de 2000) fue una algóloga, taxónoma, y profesora portuguesa.
En 1943, obtuvo su licenciatura en biología por la Universidad de Lisboa, y realizó estudios de postdoctorado en el Departamento de Biología, de la Universidad de Aveiro. Desarrolló extensas actividades académicas y científicas en el Instituto de Biología Marítima, Ministério da Marinha.

## Algunas publicaciones

### Libros
- estela de Sousa e Silva, maria e. Assis, maria a. de m. Sampayo. 1969. Primary Productivity in the Tagus and Sado Estuaries from May 1967 to May 1968. N.º 37 de Notas e estudos do Instituto de Biología Marítima. Editor Instituto de Biología Marítima, 31 pp.
- ----------------------------------. 1965. Note on Some Cytophysiological Aspects in Prorocentrum micans Ehr. and Goniodoma Pseudogoniaulax Biech. from Cultures. N.º 30 de Notas e estudos do Instituto de Biología Marítima. Editor Instituto de Biología Marítima, 30 pp
- ----------------------------------. 1962. Some Observations on Marine Dinoflagellate Cultures: Goniaulax spinifera (Clap. abd Lach.) dies., Goniaulax tamarensis Leb., and Peridinium trochoideum (Stein) Lemm. Vols. 3 y 26 de Notas e estudos do Instituto de Biología Marítima: Instituto de Biología Marítima. 24 pp.
- ----------------------------------. 1956. Contribuição para o estudo do microplâncton marinho de Moçambique. N.º 28, vol. 28 de Junta de Investigações do Ultramar. Estudos, ensaios e documentos. Ed. Ministério do Ultramar, 97 pp.